# الصيام والقطاعة في الكنيسة الكاثوليكية
تاريخيًا التزمت الكنيسة الرومانية الكاثوليكية بعدد من أشكال الصوم والقطاعة في أوقات مختلفة كل عام. حيث يفرض على الكاثوليك، الصوم عن الحد من تناول الطعام، في حين أن القطاعة هي الامتناع عن اللحم (أو أي نوع آخر من الطعام). تُعّلم الكنيسة الكاثوليكية أن كل الناس ملزمون من قبل الله لأداء بعض التكفير عن خطاياهم، و أن هذه الأفعال من التكفير على حد سواء الشخصية أو المادية. الغرض من الصيام هو روحي وهو التركيز والانضباط الذاتي، وأداء الكفارة.